# Miguel Antonio Salas Salas
Miguel Antonio Salas Salas (Sabana Grande, La Grita, estado Táchira, Venezuela; 28 de septiembre de 1915 - Caracas, Venezuela; 20 de octubre de 2003) fue un prelado católico, y el primer sacerdote de la Congregación de Jesús y María (Eudistas) venezolano. Sirvió como Obispo de la Diócesis de Calabozo y posteriormente como Arzobispo Metropolitano de Mérida. Su causa de beatificación y canonización se encuentra actualmente en curso en la Santa Sede, habiendo sido declarado Siervo de Dios.

## Reseña biográfica

### Primeros años y formación
Miguel Antonio Salas Salas nació el 28 de septiembre de 1915 en Sabana Grande, una pequeña localidad de La Grita, estado Táchira, Venezuela. Desde temprana edad, mostró inclinación por la vida religiosa y sacerdotal. Realizó sus estudios sacerdotales en el Seminario Interdiocesano Santa Rosa de Lima en Caracas, donde posteriormente sería formador y rector.
En el transcurso de su formación, ingresó a la Congregación de Jesús y María (Eudistas), una sociedad de vida apostólica fundada por San Juan Eudes.

### Sacerdocio
Fue ordenado sacerdote el 24 de marzo de 1943. Como eudista, dedicó gran parte de su ministerio inicial a la formación de futuros sacerdotes. Desempeñó roles importantes en diversos seminarios, destacando su labor como rector del Seminario Interdiocesano Santa Rosa de Lima en Caracas. Su espiritualidad, caracterizada por la humildad, la caridad y una profunda vida de oración, lo hizo ser reconocido por alumnos y colegas por su liderazgo espiritual. 

### Episcopado
El 16 de enero de 1961, el Papa  Juan XXIII lo nombró Obispo de la Diócesis de Calabozo. Recibió la ordenación episcopal el 26 de febrero de 1961 de manos del Cardenal José Humberto Quintero Parra. Durante su episcopado en Calabozo, impulsó la vida pastoral, la formación del clero y la atención a los más necesitados.
El 20 de agosto de 1979, el Papa Juan Pablo II lo trasladó a la Arquidiócesis de Mérida, nombrándolo Arzobispo Metropolitano de Mérida. En Mérida, Mons. Salas Salas continuó su labor pastoral con gran celo, promoviendo la evangelización, la vocaciones sacerdotales y religiosas, y la organización diocesana. Participó activamente en la Conferencia Episcopal Venezolana, contribuyendo a la vida de la Iglesia en el país.
El 31 de octubre de 1991, el Papa Juan Pablo II aceptó su renuncia al gobierno pastoral de la Arquidiócesis de Mérida por límite de edad, convirtiéndose en Arzobispo Emérito.

### Fallecimiento y Causa de Canonización
Mons. Miguel Antonio Salas Salas falleció el 20 de octubre de 2003 en Caracas, a los 88 años de edad, a causa de un accidente automovilístico. Sus restos fueron trasladados a Mérida, donde reposan en la Catedral Metropolitana.
Tras su muerte, la fama de santidad que ya lo acompañaba en vida se extendió. Numerosos testimonios de gracias y favores obtenidos por su intercesión comenzaron a ser reportados. En reconocimiento a esta fama, la Arquidiócesis de Mérida inició formalmente su proceso de beatificación y canonización.
Actualmente, su causa se encuentra en la etapa romana, bajo la Congregación para las Causas de los Santos. Ha sido declarado Siervo de Dios, primera etapa formal en el camino hacia la santidad, lo que significa que la Iglesia reconoce sus virtudes heroicas y que su vida fue un ejemplo de fidelidad a Dios y de servicio al prójimo. Se están estudiando más de 250 testimonios y un posible milagro atribuido a su intercesión para su futura beatificación.

## Legado y honores póstumos
El legado de Monseñor Miguel Antonio Salas Salas reside en su ejemplo de vida sacerdotal y episcopal, marcada por la humildad, la profunda fe y un incansable espíritu pastoral. Su contribución a la formación del clero venezolano y su dedicación al servicio de las diócesis de Calabozo y Mérida lo consolidan como una figura relevante en la historia de la Iglesia en Venezuela.
En el año 2022, la Vicaría Episcopal para la Causa de los Santos de la Arquidiócesis de Mérida realizó una obra de teatro en honor a su vida y para el recuerdo de su legado en el marco de su proceso de beatificación. 
Una escuela (U.E. Miguel Antonio Salas) lleva su nombre. También una escuela de formación pastoral de la Diócesis de El Vigía. 